# 27917 Edoardo
27917 Edoardo (1996 VU2) là một tiểu hành tinh vành đai chính được phát hiện ngày 6 tháng 11 năm 1996 bởi L. Tesi và G. Cattani ở San Marcello Pistoiese.